# Thorictus andreinii
Thorictus andreinii is een keversoort uit de familie spektorren (Dermestidae). De wetenschappelijke naam van de soort werd in 1942 gepubliceerd door Manuel Martínez de la Escalera.